# Gran Premio motociclistico del Pacifico 2001
Il Gran Premio motociclistico del Pacifico 2001 corso il 7 ottobre, è stato il tredicesimo Gran Premio della stagione 2001 e ha visto vincere nella classe 500 la Honda di Valentino Rossi, nella classe 250 la Aprilia di Tetsuya Harada e nella classe 125 la Derbi di Yōichi Ui.

## Classe 500

### Arrivati al traguardo
| Pos | Nº | Pilota            | Squadra                    | Motocicletta | Giri | Tempo     | Griglia | Punti |
| --- | -- | ----------------- | -------------------------- | ------------ | ---- | --------- | ------- | ----- |
| 1   | 46 | Valentino Rossi   | Nastro Azzurro Honda       | Honda        | 25   | 46:32.600 | 4       | 25    |
| 2   | 4  | Alex Barros       | West Honda Pons            | Honda        | 25   | +2.607    | 3       | 20    |
| 3   | 65 | Loris Capirossi   | West Honda Pons            | Honda        | 25   | +9.765    | 1       | 16    |
| 4   | 6  | Norick Abe        | Antena 3 Yamaha-d'Antin    | Yamaha       | 25   | +13.951   | 16      | 13    |
| 5   | 11 | Tōru Ukawa        | Repsol YPF Honda           | Honda        | 25   | +21.994   | 9       | 11    |
| 6   | 56 | Shin'ya Nakano    | Gauloises Yamaha Tech 3    | Yamaha       | 25   | +22.279   | 5       | 10    |
| 7   | 7  | Carlos Checa      | Marlboro Yamaha            | Yamaha       | 25   | +27.332   | 11      | 9     |
| 8   | 1  | Kenny Roberts Jr  | Telefonica Movistar Suzuki | Suzuki       | 25   | +27.607   | 6       | 8     |
| 9   | 15 | Sete Gibernau     | Telefonica Movistar Suzuki | Suzuki       | 25   | +33.822   | 7       | 7     |
| 10  | 64 | Yukio Kagayama    | Telefonica Movistar Suzuki | Suzuki       | 25   | +38.139   | 14      | 6     |
| 11  | 28 | Àlex Crivillé     | Repsol YPF Honda           | Honda        | 25   | +41.866   | 12      | 5     |
| 12  | 5  | Garry McCoy       | Red Bull Yamaha WCM        | Yamaha       | 25   | +50.419   | 13      | 4     |
| 13  | 10 | José Luis Cardoso | Antena 3 Yamaha-d'Antin    | Yamaha       | 25   | +56.204   | 17      | 3     |
| 14  | 14 | Anthony West      | Dee Cee Jeans Racing       | Honda        | 25   | +1:05.286 | 18      | 2     |
| 15  | 9  | Leon Haslam       | Shell Advance Honda        | Honda        | 24   | +1 giro   | 20      | 1     |
| 16  | 21 | Barry Veneman     | Dee Cee Jeans Racing       | Honda        | 24   | +1 giro   | 22      |       |
| 17  | 18 | Brendan Clarke    | Shell Advance Honda        | Honda        | 24   | +1 giro   | 23      |       |

### Ritirati
| Nº | Pilota                   | Squadra                 | Motocicletta | Giri | Griglia |
| -- | ------------------------ | ----------------------- | ------------ | ---- | ------- |
| 19 | Olivier Jacque           | Gauloises Yamaha Tech 3 | Yamaha       | 18   | 8       |
| 17 | Jurgen van den Goorbergh | Proton TEAM KR          | Proton KR    | 8    | 10      |
| 12 | Haruchika Aoki           | Arie Molenaar Racing    | Honda        | 7    | 19      |
| 41 | Noriyuki Haga            | Red Bull Yamaha WCM     | Yamaha       | 6    | 15      |
| 3  | Max Biaggi               | Marlboro Yamaha         | Yamaha       | 5    | 2       |
| 16 | Johan Stigefelt          | Sabre Sport             | Sabre V4     | 4    | 21      |

## Classe 250

### Arrivati al traguardo
| Pos | Nº | Pilota             | Squadra                     | Motocicletta | Giri | Tempo     | Griglia | Punti |
| --- | -- | ------------------ | --------------------------- | ------------ | ---- | --------- | ------- | ----- |
| 1   | 31 | Tetsuya Harada     | MS Aprilia Racing           | Aprilia      | 23   | 43:59.587 | 1       | 25    |
| 2   | 7  | Emilio Alzamora    | Telefonica Movistar Honda   | Honda        | 23   | +7.559    | 5       | 20    |
| 3   | 99 | Jeremy McWilliams  | MS Aprilia Racing           | Aprilia      | 23   | +8.024    | 4       | 16    |
| 4   | 10 | Fonsi Nieto        | Valencia Circuit Aspar      | Aprilia      | 23   | +11.462   | 6       | 13    |
| 5   | 44 | Roberto Rolfo      | Safilo Oxydo Race           | Aprilia      | 23   | +11.733   | 8       | 11    |
| 6   | 15 | Roberto Locatelli  | MS Eros Ramazzotti Racing   | Aprilia      | 23   | +13.498   | 9       | 10    |
| 7   | 8  | Naoki Matsudo      | Petronas Sprinta Yamaha TVK | Yamaha       | 23   | +19.937   | 10      | 9     |
| 8   | 21 | Franco Battaini    | MS Eros Ramazzotti Racing   | Aprilia      | 23   | +24.789   | 13      | 8     |
| 9   | 46 | Tarō Sekiguchi     | Edo Racing                  | Yamaha       | 23   | +26.671   | 16      | 7     |
| 10  | 88 | Nobuyuki Ōsaki     | SP Tadao Racing             | Yamaha       | 23   | +33.671   | 17      | 6     |
| 11  | 81 | Randy de Puniet    | Equipe de France - Scrab GP | Aprilia      | 23   | +37.114   | 7       | 9     |
| 12  | 42 | David Checa        | Team Fomma                  | Honda        | 23   | +40.478   | 15      | 4     |
| 13  | 89 | Osamu Miyazaki     | Motorex Daytona             | Yamaha       | 23   | +41.670   | 20      | 3     |
| 14  | 16 | David Tomás        | By Queroseno Racing         | Honda        | 23   | +42.139   | 23      | 2     |
| 15  | 57 | Lorenzo Lanzi      | Campetella Racing           | Aprilia      | 23   | +42.568   | 22      | 1     |
| 16  | 50 | Sylvain Guintoli   | Equipe de France - Scrab GP | Aprilia      | 23   | +42.806   | 24      |       |
| 17  | 66 | Alex Hofmann       | Racing Factory              | Aprilia      | 23   | +43.379   | 21      |       |
| 18  | 6  | Alex Debón         | Valencia Circuit Aspar      | Aprilia      | 23   | +45.790   | 11      |       |
| 19  | 18 | Shahrol Yuzy       | Petronas Sprinta Yamaha TVK | Yamaha       | 23   | +46.181   | 12      |       |
| 20  | 90 | Daisaku Sakai      | Endurance                   | Honda        | 23   | +48.361   | 26      |       |
| 21  | 92 | Hiroshi Aoyama     | Harc-Pro                    | Honda        | 23   | +48.507   | 19      |       |
| 22  | 24 | Jason Vincent      | QUB Team Optimum            | Yamaha       | 23   | +1:16.106 | 29      |       |
| 23  | 11 | Riccardo Chiarello | Aprilia Grand Prix          | Aprilia      | 23   | +1:33.167 | 30      |       |
| 24  | 36 | Luis Costa         | Antena 3 Yamaha-d'Antin     | Yamaha       | 23   | +1:53.607 | 31      |       |
| 25  | 55 | Diego Giugovaz     | MS Aprilia Racing           | Aprilia      | 22   | +1 giro   | 33      |       |
| 26  | 14 | Katja Poensgen     | Shell Advance Honda         | Honda        | 22   | +1 giro   | 35      |       |

### Ritirati
| Nº | Pilota           | Squadra                   | Motocicletta | Giri | Griglia |
| -- | ---------------- | ------------------------- | ------------ | ---- | ------- |
| 37 | Luca Boscoscuro  | Campetella Racing         | Aprilia      | 13   | 18      |
| 23 | Cesar Barros     | Dark Dog Yamaha Kurz      | Yamaha       | 11   | 32      |
| 5  | Marco Melandri   | MS Aprilia Racing         | Aprilia      | 5    | 3       |
| 74 | Daijirō Katō     | Telefonica Movistar Honda | Honda        | 5    | 2       |
| 45 | Stuart Edwards   | Fujitsu Siemens           | Yamaha       | 4    | 34      |
| 22 | David de Gea     | Antena 3 Yamaha-d'Antin   | Yamaha       | 3    | 25      |
| 9  | Sebastián Porto  | Dark Dog Yamaha Kurz      | Yamaha       | 3    | 14      |
| 20 | Jerónimo Vidal   | PR2 - Damas               | Aprilia      | 2    | 28      |
| 91 | Takayuki Onodera | Morino Kumasan Miztec. RT | Yamaha       | 0    | 27      |

## Classe 125

### Arrivati al traguardo
| Pos | Nº | Pilota               | Squadra                 | Motocicletta | Giri | Tempo     | Griglia | Punti |
| --- | -- | -------------------- | ----------------------- | ------------ | ---- | --------- | ------- | ----- |
| 1   | 41 | Yōichi Ui            | L & M Derbi             | Derbi        | 21   | 42:01.711 | 1       | 25    |
| 2   | 54 | Manuel Poggiali      | Gilera Racing           | Gilera       | 21   | +1.004    | 2       | 20    |
| 3   | 26 | Daniel Pedrosa       | Telefonica Movistar jnr | Honda        | 21   | +1.129    | 7       | 16    |
| 4   | 9  | Lucio Cecchinello    | MS Aprilia LCR          | Aprilia      | 21   | +12.109   | 5       | 13    |
| 5   | 4  | Masao Azuma          | Liegeois Competition    | Honda        | 21   | +23.147   | 3       | 11    |
| 6   | 28 | Gábor Talmácsi       | Racing Service          | Honda        | 21   | +28.345   | 9       | 10    |
| 7   | 6  | Mirko Giansanti      | Axo Racing              | Honda        | 21   | +28.387   | 6       | 9     |
| 8   | 23 | Gino Borsoi          | LAE - UGT 3000          | Aprilia      | 21   | +29.678   | 17      | 8     |
| 9   | 8  | Gianluigi Scalvini   | Italjet Racing          | Italjet      | 21   | +29.898   | 13      | 7     |
| 10  | 19 | Alessandro Brannetti | Team Crae               | Aprilia      | 21   | +30.026   | 20      | 6     |
| 11  | 12 | Raúl Jara            | MS Aprilia LCR          | Aprilia      | 21   | +30.268   | 15      | 5     |
| 12  | 25 | Joan Olivé           | Telefonica Movistar jnr | Honda        | 21   | +35.692   | 31      | 4     |
| 13  | 29 | Ángel Nieto Jr       | Viceroy Team            | Honda        | 21   | +35.894   | 21      | 3     |
| 14  | 39 | Jaroslav Huleš       | Matteoni Racing         | Honda        | 21   | +36.170   | 29      | 2     |
| 15  | 31 | Ángel Rodríguez      | Valencia Circuit Aspar  | Aprilia      | 21   | +45.438   | 28      | 1     |
| 16  | 22 | Pablo Nieto          | L & M Derbi             | Derbi        | 21   | +45.543   | 27      |       |
| 17  | 20 | Gaspare Caffiero     | Bossini Fontana Racing  | Aprilia      | 21   | +45.997   | 16      |       |
| 18  | 65 | Toshihisa Kuzuhara   | Kumamoto Racing         | Honda        | 21   | +1:10.144 | 33      |       |
| 19  | 10 | Jarno Müller         | PEV-Spalt-ADAC Sachsen  | Honda        | 21   | +1:14.335 | 34      |       |
| 20  | 37 | William De Angelis   | Racing Service          | Honda        | 21   | +1:14.887 | 30      |       |
| 21  | 77 | Adrián Araujo        | Liegeois Competition    | Honda        | 21   | +1:29.415 | 35      |       |

### Ritirati
| Nº | Pilota           | Squadra                   | Motocicletta | Giri | Griglia |
| -- | ---------------- | ------------------------- | ------------ | ---- | ------- |
| 16 | Simone Sanna     | Safilo Oxydo Race         | Aprilia      | 13   | 24      |
| 34 | Eric Bataille    | Axo Racing                | Honda        | 11   | 32      |
| 56 | Yūzō Fujioka     | Team Plus One             | Honda        | 6    | 18      |
| 64 | Yūki Takahashi   | OSL SC & Okegawa School   | E-NER        | 5    | 11      |
| 15 | Alex De Angelis  | Matteoni Racing           | Honda        | 5    | 12      |
| 24 | Toni Elías       | Telefonica Movistar jnr   | Honda        | 4    | 4       |
| 5  | Noboru Ueda      | FCC-TSR                   | TSR-Honda    | 4    | 8       |
| 11 | Max Sabbatani    | Bossini Fontana Racing    | Aprilia      | 4    | 10      |
| 55 | Hideyuki Nakajō  | JHA                       | Honda        | 2    | 19      |
| 21 | Arnaud Vincent   | Team Fomma                | Honda        | 1    | 22      |
| 17 | Steve Jenkner    | LAE - UGT 3000            | Aprilia      | 0    | 14      |
| 18 | Jakub Smrž       | Budweiser Budvar Hanusch  | Honda        | 0    | 23      |
| 66 | Shūhei Aoyama    | Showa Denki Team Harc-Pro | Honda        | 0    | 26      |
| 7  | Stefano Perugini | Italjet Racing            | Italjet      | 0    | 25      |